# 浦木 (新潟市)
浦木（うらぎ）は、新潟県新潟市北区の町字。郵便番号は950-3344。

## 概要
1889年（明治22年）から現在の大字。新井郷川上流左岸の低湿地に位置する。
もとは1881年（明治14年）から1889年（明治22年）まであった浦木村の区域の一部で、1881年（明治14年）に山飯野新田が改称して成立した。

### 隣接する町字
北から東回り順に、以下の町字と隣接する。
- 嘉山
- 内沼
- 長場
- 灰塚
- 長戸呂
- 大瀬柳
- 長戸
- 上土地亀

## 歴史
山飯野新田（やまいいのしんでん）
江戸時代から1881年（明治14年）までの村名。享保年間の福島潟開発により成立。

### 年表
- 1889年（明治22年）4月1日 : 合併により亀浦村の大字となる。
- 1901年（明治34年）11月1日 : 合併により長浦村の大字となる。
- 1959年（昭和34年）7月22日 : 合併により豊栄町の大字となる。
- 1970年（昭和45年）11月1日 : 豊栄町が市制を施行し、豊栄市の大字となる。
- 2005年（平成17年）3月21日 : 合併により新潟市の大字となる。
- 2007年（平成19年）4月1日 : 新潟市の政令指定都市移行により、北区の大字となる。

## 世帯数と人口
2018年（平成30年）1月31日現在の世帯数と人口は以下の通りである。
| 大字 | 世帯数  | 人口  |
| ---- | ------- | ----- |
| 浦木 | 116世帯 | 360人 |

## 小・中学校の学区
市立小・中学校に通う場合、学区は以下の通りとなる。
| 番地 | 小学校             | 中学校             |
| ---- | ------------------ | ------------------ |
| 全域 | 新潟市立葛塚小学校 | 新潟市立光晴中学校 |

## 交通

### 道路
県道
- 新潟県道15号新潟長浦水原線
- 新潟県道46号新潟中央環状線